# Aznar I
Aznar I Galindez (?-839) – hrabia Aragonii w latach 809-820. Po stracie Aragonii w 820 r., aż do śmierci w 839 r. rządził Cerdanyą i Urgell. Niektóre źródła wspominają go jako hrabiego Jaki.
Był prawnukiem Galinda, prawdopodobnego założyciela dynastii, który poprowadził frakcję frankijską do władzy w regionie. W swoich rządach, Aznar I często ulegał wpływom frankijskim. Podejrzewa się, że w 820 r. zerwał sojusz z Frankami i zawiązał nowy z Pampeluną i Banem Qasi z Doliny Ebro, co doprowadziło do utraty hrabstwa Aragonii i zyskania Urgell z Cerdaną jako kompensaty.
Z małżeństwa z Enecą Garces (według dzisiejszych hipotez pochodziła z Gaskonii) miał czwórkę dzieci: 
- córkę Matronę, która wyszła za Garcię Galindeza (króla Pampeluny, który obalił Aznara i rządził Aragonią w latach 820-833),
- syna Eilo,
- syna Centulfa,
- syna Galinda I, hrabiego Aragonii 844-867.